# Астроклимат
Астроклимат (Астрономический климат) — совокупность атмосферных условий, влияющих на качество астрономических наблюдений. Важнейшие из них — прозрачность воздуха, степень его однородности (влияющая на «резкость» изображения объектов), величина фонового свечения атмосферы, суточные перепады температуры и сила ветра. В оптическом диапазоне прозрачность земной атмосферы достаточно велика: свет звезды, находящейся в зените, при наблюдении с уровня моря ослабляется на 25-50 % (слабее — у красного, сильнее — у голубого конца спектра), а с высоты современной горной обсерватории (2500-3000 м) в среднем на 20 %. В ультрафиолетовом (УФ) диапазоне прозрачность атмосферы резко снижается: для волн короче 280 нм она практически непрозрачна. В инфракрасном (ИК) диапазоне прозрачность атмосферы очень неоднородна: существует несколько мощных полос поглощения молекулами кислорода и воды. Поэтому для наблюдения в близком ИК диапазоне телескопы устанавливают в сухих высокогорных районах, например в чилийской пустыне Атакама или на вершинах древних гавайских вулканов (высота более 4000 м).